# Taimur de Omán
Al-Wasik Billah al-Majid Sayyid Taimur bin Faisal bin Turki, KCIE, CSI (1886 – 28 de enero de 1965) (en árabe: تيمور بن فيصل بن تركي‎: تيمور بن فيصل بن تركي, Balochi: تیمور بن فیصل بن ترکی, en maratí: किटच रप किचत रप मसदक्ष: किटच रप किचत रप मसदक्ष,) fue el sultán de Mascate y Omán del 5 de octubre de 1913 hasta el 10 de febrero de 1932. Nació en Mascate y sucedió a su padre Faisal bin Turki, Sultán de Mascate y Omán como sultán.

## Primeros años
Cuando asumió la suceranía del país,  heredó una deuda pública externa y la rebelión extendida entre las tribus. Entre 1915 y 1920, el ejército del sultán fue apoyado económica y materialmente por los británicos en su enfrentamiento con las tribus rebeldes, garantizando, si no una victoria total, sí un control efectivo de los centros neurálgicos del reino. En esta situación de peligrosa provisionalidad, con  la guerra latente y sin una verdadera paz, existía una división del territorio que se repartía entre el sultán, controlando Mascate y las ciudades costeras, y el imám gobernando el interior. Esta situación fue reconocida en el tratado de Tan Sib en 1920, alcanzado con la mediación británica y ratificado con su firma por el sultán y las tribus, representadas por Jeque Isa bin Salih al Harthi, jefe de la tribu Al Harth.

## Política
A cambio de la plena autonomía, las tribus en el interior se comprometieron a dejar de atacar la costa. El Tratado de Tan Sib era, de facto, un acuerdo de partición entre Mascate y Omán, sirviendo los intereses de Gran Bretaña en preservar su influencia sobre el país a través del cargo de sultán sin necesidad de enviar tropas británicas a la región. El Tratado aseguró una tranquilidad política entre Mascate y Omán que duró hasta la década de los cincuenta, cuándo se comenzó a explorar el subsuelo del país en busca de petróleo, circunstancia que reavivó el conflicto. A cambio de aceptar un truncamiento de su autoridad, el sultán recibió un préstamo del gobierno de la India británica con un periodo de amortización de diez años, suficientes para liquidar sus deudas con los comerciantes. Cuándo el sultán Taimur bin Faisal abdicó por razones financieras en 1932, Said bin Taimur, con veintidós años, dejó en herencia una administración que estaba en deuda.
Un boletín del Departamento de los Estados Unidos acerca del sultán de Mascate y Omán de febrero de 1938 describe la situación que se encontró el sultán Said ibn Taimur al asumir el poder y cómo la encaró: "El joven sultán ha encontrado el país prácticamente en bancarrota y sus problemas se complicaron aún más por la agitación de las tribus y la conspiraciones de algunos de sus tíos, uno de los cuales  aprovechó la ocasión para establecer un régimen independiente. El sultán afrontó la situación con determinación y en poco tiempo, su traidor tío fue sometido, el malestar sofocado, y lo más importante de todo, las finanzas del Estado puestas sobre bases mucho más sólidas."

## Abdicación
En 1932 abdicó a favor de su hijo mayor Said bin Taimur cuándo se casó con Kiyoko Ooyama, de ascendencia japonesa. Después, bin Feisal vivió en el extranjero, mayoritariamente en Pakistán (entonces parte del Raj británico). Falleció en Karachi, Pakistán. Se casó seis veces y tuvo cinco hijos y una hija.

## Ibadismo
La era de Taimur era el periodo donde el Ibadismo, el madhab predominante de Omán había jugado un rol en los asuntos sociales del país. Por ejemplo, el gobierno que dirigió desde Mascate había intercambiado cartas con los poderes dominantes del interior, el cual consistía en un imanato Ibadí. Esta participación Ibadi en el escalón de la historia de Omán ocurrió en 1920 y fue llamada el tratado de Sib.

## Títulos y tratamientos
Esta tabla aún no está actualizada. Puedes contribuir aportando información sobre títulos y tratamientos de esta persona.

## Distinciones honoríficas[3]

### Distinciones honoríficas omaníes
- Soberano Gran maestre de la Orden de Al Said.

### Distinciones honoríficas extranjeras
- Compañero de la Orden de la Estrella de la India (Imperio Británico, 04/06/1917).
- Caballero Comendador de la Orden del Imperio de la India (Imperio Británico, 04/05/1926).